# Зои 102
Зои 102 (енгл. Zoey 102) америчка је романтична комедија из 2023. године у режији Ненси Хауер. Наставак је серије Зои 101 и садржи бројне чланове тамошње глумачке поставе, укључујући главну глумицу Џејми Лин Спирс.
Приказан је 27. јула 2023. године. Добио је помешане рецензије критичара и обожавалаца серије. Дан након премијере, 28. јула 2023, био је трећи по гледаности на платформи Paramount+ у САД и други у Канади.

## Премиса
Годинама након што су матурирали на Академији Пасифик коуст, Зои Брукс и њени школски пријатељи окупљају се да присуствују венчању Логана и Квин.

## Улоге
| Глумац             | Улога           |
| ------------------ | --------------- |
| Џејми Лин Спирс    | Зои Брукс       |
| Шон Флин           | Чејс Метјуз     |
| Кристофер Меси     | Мајкл Барет     |
| Ерин Сандерс       | Квин Пенски     |
| Метју Андервуд     | Логан Рис       |
| Аби Вајлд          | Стејси Дилсен   |
| Џек Салватор Млађи | Марк дел Фигало |
| Овен Тиле          | Арчер Марч      |
| Томас Ленон        | Кели Кевин      |
| Дин Гајер          | Тод Шуперт      |
| Кејтлин Бенет      | Камила          |
| Одри Витби         | Лирик Рис       |
| Патриша Вилијамс   | Џенис           |